# Eppeldorf
Eppeldorf (Luxemburgs: Eppelduerf) is een plaats in de gemeente Vallée de l'Ernz en het kanton Diekirch in Luxemburg.
Eppeldorf telt 176 inwoners (2001). Het ligt op 394 meter boven de zeespiegel.

## Geboren
- Jean Baptiste Kellen (1839-1929), auteur, bijenhouder

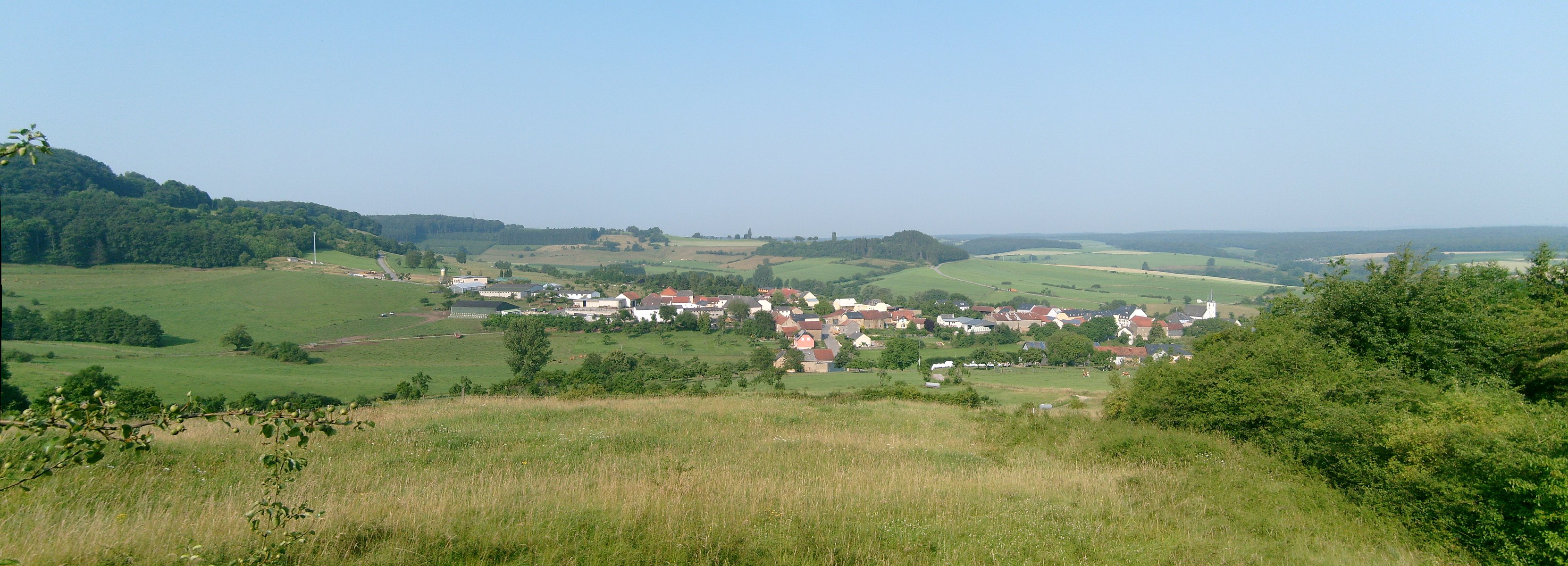
Eppeldorf

Eppeldorf · Ermsdorf · Folkendange · Hessemillen · Hossenberg · Keiwelbach · Kitzebur · Marxbierg · Medernach · Neumühle · Osterbour · Pletschette · Savelborn · Stegen

Luxemburgse gemeenten · Kanton Diekirch · Luxemburg